# International Superstar Soccer Pro 98
International Superstar Soccer Pro 98 (ワールドサッカー実況ウイニングイレブン3 ワールドカップ フランス'98, World Soccer Jikkyō Winning Eleven 3: World Cup France '98) est un jeu vidéo de football développé par KCET et édité par Konami, sorti en 1998 sur PlayStation.

## Accueil
- Electronic Gaming Monthly : 8/10[1]